# عدد لويس
عدد لويس (بالإنجليزية: Lewis number)‏ كمية لابعدية تعرف بأنها النسبة بين انتشار حراري وتفكك الكتلة، يستخدم لوصف تدفق الموائع:
{\displaystyle \mathrm {Le} ={\frac {\alpha }{D}}}
{\displaystyle \alpha } انتشار الحرارة
{\displaystyle D} تفكك الكتلة
يرتبط عدد لويس مع عدد شميت و‌عدد برانتل من خلال العلاقة:
{\displaystyle \mathrm {Le} ={\frac {\mathrm {Sc} }{\mathrm {Pr} }}}.